# Клоун
Клоуните са комични актьори в цирка, естрадата, театъра.
Имат обикновено смешен вид – най-често с цветни перуки, рисунки по лицето, странни костюми, големи обувки и червен голям нос. Основна роля в представлението на клоуна играе публиката, няма бариера между публиката и актьора. Днешният хумор на клоуна често се занимава с външни неща и включва много елементи от фарса (физическата комедия).
Клоуните са разпространени по целия свят, защото намират начин да достигнат до дълбоката нужда на хората от хумор.

## История
Клоуните представляват форма на забавление, срещана във всяка култура по различен начин. В много култури клоунът изпълнява ритуална роля, като той се свързва с фестивали и често е много различен от западната форма. Клоунът е всекидневен герой и често се среща в карнавали в Европа чак до XIX в. Неговата роля е символична – след като е извън правилата на обществото, той може да окарикатури и осмее нормалния ред на нещата. Това се използва много често, за да се покажат някои абсурди на обществото.
През XVI в. развитието на Комедия дел арте също налага голямо влияние за приемането на клоуна в Европа. Това влияние минава през пантомимата и стига до пътуващия цирк през XIX и XX в. Комедия дел арте е повлияна от гротесково маскираните клоуни от карнавали и мистериозни игри и използва това при пазари за зеленчуци. Това става особено популярно в Европа за хора от всички слоеве на обществото.

## Страх от клоуни
Някои хора намират клоуните по-скоро за страшни, отколкото забавни. За децата обаче не е нормално да се страхуват от предрешени в пъстри костюми и понякога гримирани хора – напр. като Дядо Коледа. Въпреки това в ютската митология съществува канибалско чудовище клоун, наречено Сиатс.
Костюмът на клоуните цели да хиперболизира някои части от човешкото тяло, като краката и носа например. Това може да се вземе за комично, но и за мутантско и чудовищно деформирано.
Страхът и дразненето от клоуни се нарича коулрофобия. Според някои специалисти този страх се появява още от детството. Лицето или дадени черти на клоун, свързани със страх от дете през ранните му години, може много да уплаши това дете и след това то да продължи да изпитва този страх, дори след като стане възрастен човек.
Смята се, че е от значение и къде е видян този клоун, каква е била средата. Ако се е случило в цирк или подобно представление, то там този шарен смешник е често срещан. Ала ако клоун почука на вратата по тъмно, то е по-вероятно човек да се уплаши, отколкото да се развесели. При проведено проучване на над 250 деца много от тях смятат, че клоуните не са добър декор в болници, особено ако се събудиш през нощта.
В британски фестивал на музиката и на изкуството клоуни не са били допуснати, защото много от хората там се боели от тях.

## Галерия
- Фигурка на клоун, свирещ на инструмент
- Клоун
- Пощенска марка в Европа, 2006 г.